# Ричи Гинтър
Ричи Гинтър (на английски: Richie Ginther) е бивш американски пилот от Формула 1. Роден е на 5 август 1930 година в Канада Хилс, САЩ. Ричи Гинтър е една от забележителните фигури в историята на Американските състезания с автомобили. Печелил е 24-те часа на Льо Ман, участвал е в Инди 500 и във Формула 1.

## Победи на Ричи Гинтър във Формула 1
| N | Година | Дата | Пилот       | Двигател | Гуми | Голяма награда | Писта           | Статистика |
| - | ------ | ---- | ----------- | -------- | ---- | -------------- | --------------- | ---------- |
| 1 | 1967   |      | Ричи Гинтър | Хонда    | Г    | ГП Мексико     | Херман Родригес | Статистика |